# 凡尔赛国立高等建筑学校
凡尔赛国立高等建筑学校（法語：École nationale supérieure d'architecture de Versailles）是法国凡尔赛的一所建筑学校。学校隶属于法国文化部，是法国20所公立建筑学校之一。入选了意大利建筑杂志《Domus》欧洲100所排名最好的建筑、艺术学校。

## 历史
1969年，从巴黎美院分离出来的第三建筑教学单位在凡尔赛成立。

## 国际合作
学校与同济大学合作由生态城市规划硕士。

## 外部連結
- 官方网站